# Bourne (Familienname)
Bourne ist ein englischer Familienname.

## Herkunft und Bedeutung
Bourne ist ein Wohnstättenname.

## Namensträger
- Adeline Bourne (1873–1965), britische Schauspielerin, Suffragette und Philanthropin
- Alan Bourne (1882–1967), britischer General
- Benjamin Bourne (1755–1808), US-amerikanischer Politiker
- Bill Bourne (Cricketspieler) (* 1952), Cricketspieler von Barbados
- Bill Bourne (Musiker) (* 1954 – 2022), kanadischer Bluesmusiker
- Bob Bourne (* 1954), kanadischer Eishockeyspieler, -trainer und -funktionär
- Evan Bourne (Matthew Joseph Korklan, * 1983), US-amerikanischer Wrestler, siehe Matt Sydal
- Francis Alphonsus Bourne (1861–1935), Erzbischof von Westminster
- Geoffrey Bourne, Baron Bourne (1902–1982), britischer General und Mitglied des House of Lords
- Geoffrey Bourne (Mediziner) (1909–1988), US-amerikanischer Anatom
- Gilbert Bourne (Geistlicher) (vor 1524–1569), englischer Geistlicher, Bischof von Bath and Wells (CE)
- Gilbert Charles Bourne (1861–1933), britischer Naturforscher
- Grayson Bourne (* 1959), britischer Kanute
- Henry Bourne (1940–2023), US-amerikanischer Biomediziner
- J. L. Bourne, US-amerikanischer Marineoffizier und Autor
- James Bourne (* 1983), britischer Sänger und Musiker
- Jeff Bourne (1948–2014), englischer Fußballspieler
- Jonathan Bourne (1855–1940), US-amerikanischer Politiker
- JR Bourne (* 1970), kanadischer Schauspieler
- Kendrick Bourne (* 1995), US-amerikanischer American-Football-Spieler
- Kenneth Bourne (1930–1992), britischer Historiker
- Matthew Bourne (* 1960), britischer Choreograf
- Matthew Bourne (Musiker) (* 1977), britischer Jazzmusiker
- Mel Bourne (1923–2003), US-amerikanischer Bühnenbildner und Filmarchitekt
- Michael Bourne (1946–2022),  US-amerikanischer Musikjournalist und Rundfunkmoderator
- Munroe Bourne (1910–1992), kanadischer Schwimmer
- Nicholas Bourne, Baron Bourne of Aberystwyth (* 1952), walisischer Politiker und Life Peer der Conservative Party im House of Lords
- Patrick Bourne (* 1967), irischer Diplomat
- Possum Bourne (1956–2003), neuseeländischer Rallyefahrer
- Randolph Bourne (1886–1918), US-amerikanischer Intellektueller
- Robert Bourne (1888–1938), britischer Ruderer und Politiker
- Robin Bourne-Taylor (* 1981), britischer Ruderer
- Samuel Bourne (1834–1912), englischer Fotograf
- Shae-Lynn Bourne (* 1976), kanadische Eiskunstläuferin
- Shearjashub Bourne (1746–1806), US-amerikanischer Politiker
- St. Clair Bourne (1943–2007), US-amerikanischer Dokumentarfilm-Regisseur, Filmproduzent und Drehbuchautor
- Stephen Bourne (Journalist) (* 1957), britischer Journalist
- Stephen R. Bourne (* 1944), britischer Programmierer und Mathematiker
- Teddy Bourne (* 1948), britischer Fechter
- Tri Bourne (* 1989), US-amerikanischer Volleyball- und Beachvolleyballspieler
- William Bourne (um 1535–um 1582), englischer Mathematiker, Gastwirt und Autor
- William Richmond Postle Bourne (1930–2021), britischer Vogelkundler